# Пья, Морис
Морис Пья (фр. Maurice Piat; род. 19 июля 1941, Мока, Маврикий) — маврикский кардинал, член конгрегации Святого Духа. Коадъютор епископа Порт-Луи с 21 января 1991 по 15 февраля 1993. Епископ Порт-Луи с 15 февраля 1993 по 19 мая 2023. Председатель епископской конференции Индийского Океана в 1996—2002, 2013—2016 и с 2020. Кардинал-священник с титулом церкви Санта-Тереза-аль-Корсо-д’Италия с 19 ноября 2016. 